# Oleh Kramarenko
Pour les articles homonymes, voir Kramarenko.
Oleh Kramarenko (en ukrainien : Олег Олександрович Крамаренко, né le 17 septembre 1970) est un ancien athlète ukrainien, spécialiste du 100 m.
Son meilleur temps est de 10 s 33 obtenu à Lausanne en 1995. Il termine 4e des Championnats d'Europe de 1994 sur le 100 m et remporte une médaille d'argent en relais 4 × 100 mètres.
Il détient le record d'Ukraine du relais 4 × 100 m, en 38 s 53, obtenu à Madrid le 1er juin 1996 (1er en Coupe d'Europe, équipe composée de Kostyantyn Rurak, Serhiy Osovych, Oleh Kramarenko et Vladislav Dologodin).
Jusqu'en 1991, il concourait pour l'Union soviétique (7e des championnats du monde à Tokyo sur le relais 4 × 100 m).